# 2003-as Formula–1 ausztrál nagydíj
Az ausztrál nagydíj volt a 2003-as Formula–1 világbajnokság szezonnyitó futama, amelyet 2003. március 9-én rendeztek meg az ausztrál Melbourne Grand Prix Circuiten, Melbourne-ben.

## Időmérő edzés
| Helyezés | Versenyző             | Csapat/Motor     | Idő        | Különbség |
| -------- | --------------------- | ---------------- | ---------- | --------- |
| 1        | Michael Schumacher    | Ferrari          | 1:27.173   | –         |
| 2        | Rubens Barrichello    | Ferrari          | 1:27.418   | + 0.245   |
| 3        | Juan Pablo Montoya    | Williams-BMW     | 1:28.101   | + 0.928   |
| 4        | Heinz-Harald Frentzen | Sauber-Petronas  | 1:28.274   | + 1.101   |
| 5        | Olivier Panis         | Toyota           | 1:28.288   | + 1.115   |
| 6        | Jacques Villeneuve    | BAR-Honda        | 1:28.420   | + 1.247   |
| 7        | Nick Heidfeld         | Sauber-Petronas  | 1:28.464   | + 1.291   |
| 8        | Jenson Button         | BAR-Honda        | 1:28.682   | + 1.509   |
| 9        | Ralf Schumacher       | Williams-BMW     | 1:28.830   | + 1.657   |
| 10       | Fernando Alonso       | Renault          | 1:28.928   | + 1.755   |
| 11       | David Coulthard       | McLaren-Mercedes | 1:29.105   | + 1.932   |
| 12       | Jarno Trulli          | Renault          | 1:29.136   | + 1.963   |
| 13       | Giancarlo Fisichella  | Jordan-Ford      | 1:29.344   | + 2.171   |
| 14       | Mark Webber           | Jaguar-Cosworth  | 1:29.367   | + 2.194   |
| 15       | Kimi Räikkönen        | McLaren-Mercedes | 1:29.470   | + 2.297   |
| 16       | Cristiano da Matta    | Toyota           | 1:29.538   | + 2.365   |
| 17       | Ralph Firman          | Jordan-Ford      | 1:31.242   | + 4.069   |
| 18       | Antônio Pizzonia      | Jaguar-Cosworth  | 1:31.723   | + 4.550   |
| 19       | Jos Verstappen        | Minardi-Cosworth | Idő nélkül |           |
| 20       | Justin Wilson         | Minardi-Cosworth | Idő nélkül |           |

## Futam
Az évad első pole-pozíciója Michael Schumacheré lett Barrichello és Montoya előtt. Mivel a pálya a rajtkor nedves volt, ezért a legtöbben esőgumikkal kezdték meg a versenyt, akiknek nem sokkal a kezdés után közbe kellett iktatniuk első boxkiállásukat, ugyanis az aszfalt gyorsan száradt.
Schumachernek le kellett mondania a vezetésről, mert egy vezetői hiba miatt elvesztette autójának jobboldali szélterelőjét. A sérülés miatt nemtervezett kiállást kellett eszközölnie. Miután az ekkor élen álló Montoya is hibázott, David Coulthard az élre állt, és megnyerte a versenyt. A leggyorsabb kört Kimi Räikkönen autózta 1:27,724-es idővel.
Barrichello a 6. körben megcsúszott, és a gumifalnak ütközött. Heidfeld jobb első felfüggesztése a 22. körben eltörött, így kiesett. Fisichella, Pizzonia, Panis, Wilson, Webber, da Matta és Firman sem tudta befejezni a futamot, és így csak tizenegy versenyző ért célba.
| Helyezés | Rajtszám | Versenyző             | Csapat/Motor     | Futott kör | Idő/Kiesés oka     | Rajthely | Pont |
| -------- | -------- | --------------------- | ---------------- | ---------- | ------------------ | -------- | ---- |
| 1        | 5        | David Coulthard       | McLaren-Mercedes | 58         | 1h34:42.124        | 11       | 10   |
| 2        | 3        | Juan Pablo Montoya    | Williams-BMW     | 58         | + 8.675            | 3        | 8    |
| 3        | 6        | Kimi Räikkönen        | McLaren-Mercedes | 58         | + 9.192            | 15       | 6    |
| 4        | 1        | Michael Schumacher    | Ferrari          | 58         | + 9.482            | 1        | 5    |
| 5        | 7        | Jarno Trulli          | Renault          | 58         | + 38.801           | 12       | 4    |
| 6        | 10       | Heinz-Harald Frentzen | Sauber-Petronas  | 58         | + 43.928           | 4        | 3    |
| 7        | 8        | Fernando Alonso       | Renault          | 58         | + 45.074           | 10       | 2    |
| 8        | 4        | Ralf Schumacher       | Williams-BMW     | 58         | + 45.745           | 9        | 1    |
| 9        | 16       | Jacques Villeneuve    | BAR-Honda        | 58         | + 1:05.536         | 6        |      |
| 10       | 17       | Jenson Button         | BAR-Honda        | 58         | + 1:05.974         | 8        |      |
| 11       | 19       | Jos Verstappen        | Minardi-Cosworth | 57         | +1 Kör             | 20       |      |
| Ki       | 11       | Giancarlo Fisichella  | Jordan-Ford      | 52         | Váltóhiba          | 13       |      |
| Ki       | 15       | Antônio Pizzonia      | Jaguar-Cosworth  | 52         | Felfüggesztés      | 18       |      |
| Ki       | 20       | Olivier Panis         | Toyota           | 31         | Üzemanyag probléma | 5        |      |
| Ki       | 9        | Nick Heidfeld         | Sauber-Petronas  | 20         | Felfüggesztés      | 7        |      |
| Ki       | 18       | Justin Wilson         | Minardi-Cosworth | 16         | Hűtő               | 19       |      |
| Ki       | 14       | Mark Webber           | Jaguar-Cosworth  | 15         | Felfüggesztés      | 14       |      |
| Ki       | 21       | Cristiano da Matta    | Toyota           | 7          | Kicsúszás          | 16       |      |
| Ki       | 12       | Ralph Firman          | Jordan-Ford      | 6          | Kicsúszás          | 17       |      |
| Ki       | 2        | Rubens Barrichello    | Ferrari          | 5          | Kicsúszás          | 2        |      |

## A világbajnokság élmezőnyének állása a verseny után
| H  | Versenyzők         | Pont | H  | Konstruktőrök    | Pont |
| -- | ------------------ | ---- | -- | ---------------- | ---- |
| 1. | David Coulthard    | 10   | 1. | McLaren-Mercedes | 16   |
| 2. | Juan Pablo Montoya | 8    | 2. | Williams-BMW     | 9    |
| 3. | Kimi Räikkönen     | 6    | 3. | Renault          | 6    |
| 4. | Michael Schumacher | 5    | 4. | Ferrari          | 5    |
| 5. | Jarno Trulli       | 4    | 5. | Sauber-Petronas  | 3    |

## Statisztikák
A versenyben vezettek:
- Michael Schumacher: 10 kör (1–6 / 42–45)
- Juan-Pablo Montoya: 21 kör (7–16 / 33–41 / 46–47)
- Kimi Räikkönen: 16 kör (17–32)
- David Coulthard: 11 kör (48–58)

David Coulthard 13. győzelme, Michael Schumacher 51. pole-pozíciója, Kimi Räikkönen 2. leggyorsabb köre.
- McLaren 136. győzelme.
- Ez volt David Coulthard utolsó Formula–1-es győzelme.

Cristiano da Matta és Antônio Pizzonia első versenye.